# Vessalico
Vessalico este o comună din regiunea Liguria, Italia.

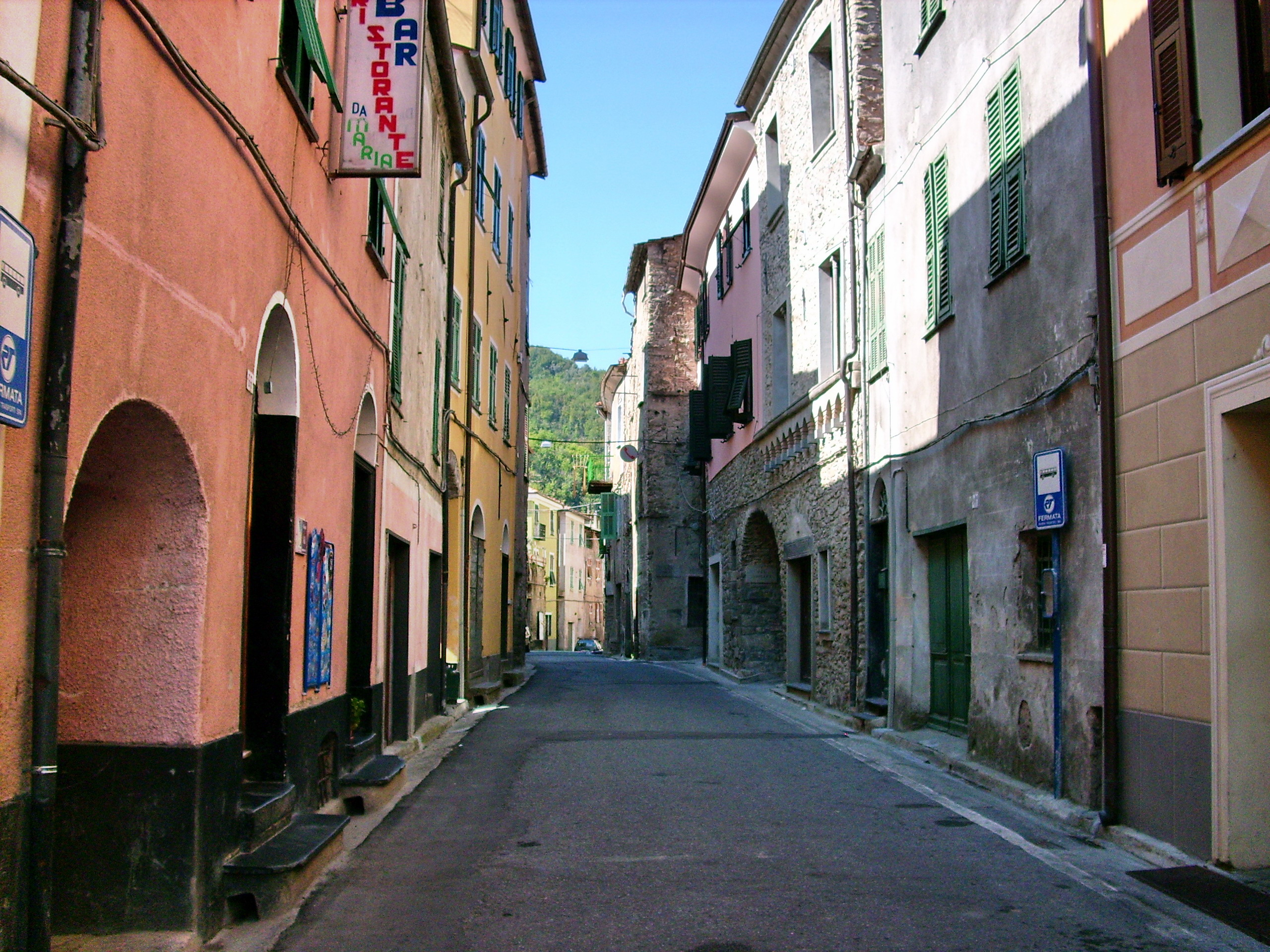
Centrul istoric

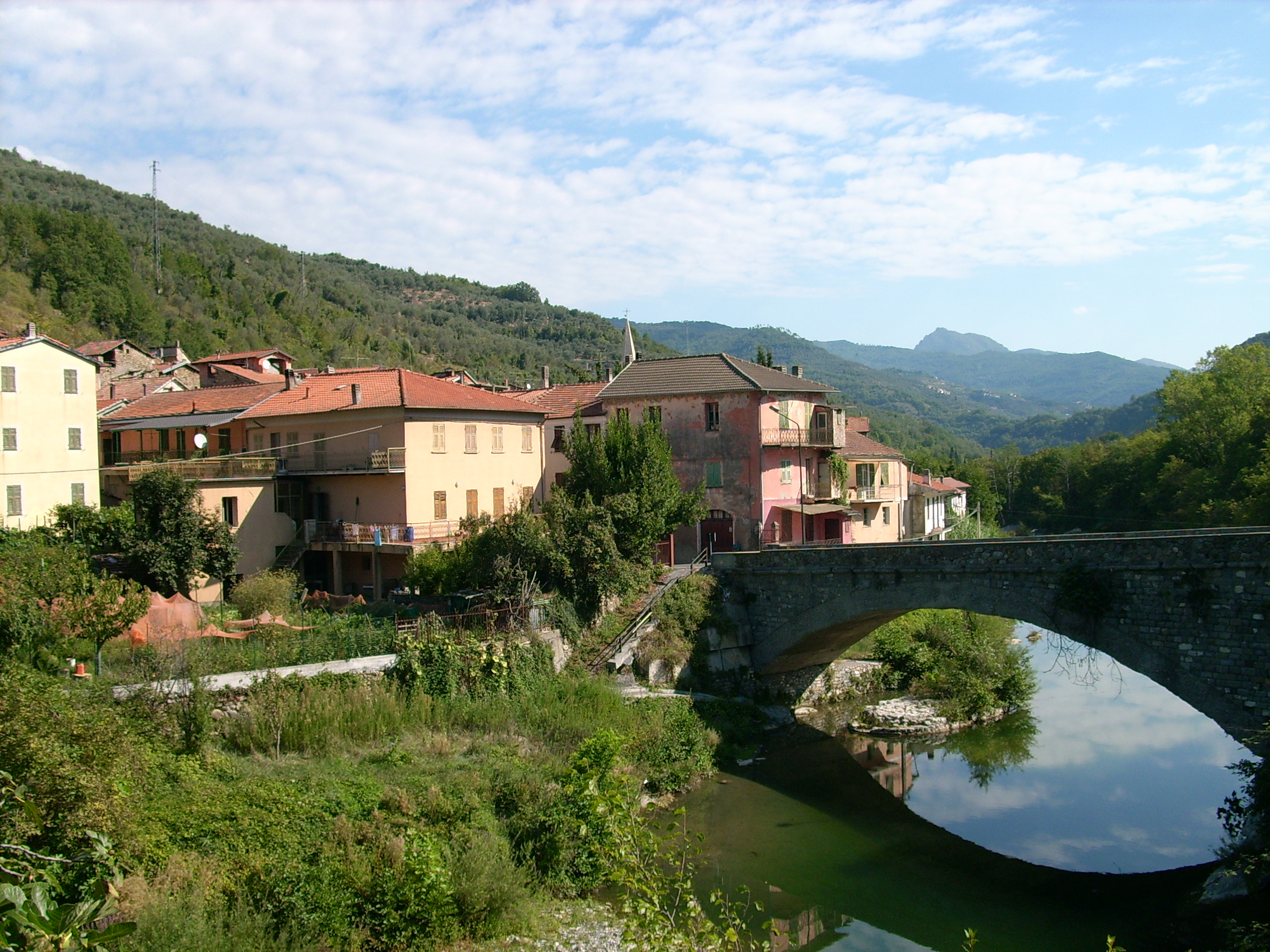
Vessalico

Poziția în provincia Imperia

## Demografie
Vessalico - evoluția demografică

|  | Graficele sunt indisponibile din cauza unor probleme tehnice. Mai multe informații se găsesc la Phabricator și la wiki-ul MediaWiki. |

Date: Recensăminte sau birourile de statistică - grafică realizată de Wikipedia